# 白藤麗華
白藤 麗華（しらふじ れいか、11月18日 - ）は、OSK日本歌劇団の娘役スター。大阪府東大阪市出身。O型 

## 略歴
- 2004年、NewOSK日本歌劇団研修所（当時）入所。82期生。同期に真麻里都、虹架路万、香月蓮ら。

- 2006年4月、NewOSK日本歌劇団（当時）入団。同月の大阪松竹座／名鉄ホール『第三回 春のおどり』で劇団員としての初舞台を踏む。

- 以降、娘役として活動。2009年4月にチェリーガールズ第2期メンバーに選出され、2012年4月の第3期へ交代するまで公演やOSK SHOWにて活動した。

- 2023年1月より、OSK Revue Cafe in Brooklyn Parlor OSAKAにて、『白藤麗華 Special LIVE』を開催。

## 主な舞台
- 2006年4月、大阪松竹座／名鉄ホール『第三回 春のおどり　義経桜絵巻／ハッピーゲーム　人生は素晴らしいゲーム！』
- 2006年6月、世界館『Tiny Bubbles』
- 2006年8月、森ノ宮ピロティホール『華麗なるメヌエット／情熱のコンチェルト』
- 2006年9月、大阪松竹座『レビュー秋のおどり MOVE ON !!　なにわ 祭り抄 躍る道頓堀／BE ON THE ROAD』
- 2006年10月11月、たけふ菊人形『グランド・レビュー・ショー「秋のコンチェルト～協奏曲～」』
- 2007年1月、世界館『桜の国よりごあいさつ』
- 2007年1月、シアターBRAVA『バロン～前よりもっと不思議な冒険綺譚～／ワンダーステージ～ジョイフル！ジョイフル！～』
- 2007年2月、和歌山市民会館『第2回 アリストレビューショー 華麗なるメヌエット－アマデウス伝説－／情熱のコンチェルト～協奏曲～』
- 2007年2月、なら100年会館『Rhythm＆Dance　お祭り行進曲／Rhythm＆Dance』
- 2007年4月、大阪松竹座『第四回 レビュー春のおどり「桜咲く国2007・輝く未来へ」桜・舞・橋／桜ファンタジア』
- 2007年6月、たかいし市民文化会館『Rhythm & Dance　お祭り行進曲／Rhythm & Dance』
- 2007年10月～11月、たけふ菊人形『越前ファンタジア 「こしの都 夢と情熱と華の物語 」』
- 2007年11月、京都南座『NewOSK レビュー in KYOTO　源氏千年夢絵巻 ロマンス／シャイニングOSK ベストセレクション』
- 2008年4月、大阪松竹座『第五回 レビュー春のおどり「2008・春 いま、桜咲く」　お祝い道中 ～浪花ともあれ桜花爛漫～／Dream Step!』
- 2008年7月、京都南座『レビュー in KYOTOⅡ　輪舞曲 ロンド 薫と浮舟／ミレニアム・ドリーム』
- 2008年11月、世界館『Show Time』
- 2009年3月、大阪松竹座『レビュー春のおどり　桜彦 翔る！ ～必ず戻る 恋と友情のために～／RUN＆RUN』
- 2009年7月、京都南座『レビュー in KYOTO Ⅲ　さくら颱風真夏の京も桜満開／DREAMS COME TRUE!』
- 2009年8月、一心寺シアター倶楽『Dream Again!』
- 2009年10月～2009年11月、たけふ菊人形『ファシネーション ～魅惑と情熱の炎～』
- 2010年1月、サンケイホールブリーゼ『真田幸村ミュージカル「YUKIMURAー我が心 炎の如くー」／Burning Heart』
- 2010年2月、いかるがホール『ミュージカル「聖徳太子絵巻」』
- 2010年4月、大阪松竹座『桜彦 翔る!エピソードⅡ～黄泉へ 桜ふたたび～／JUMPING TOMORROW!』
- 2010年4月、阿倍野区民センター『殺陣師段平（外部出演）』
- 2010年5月、大阪ビジネスパーク円形ホール『バンディット～霧隠才蔵外伝～』
- 2010年7月、京都南座『レビュー in KYOTO Ⅳ　みやこ浪漫～RYOMA～／ダンシング・ラプソディ』
- 2010年9月、たかいし市民文化会館『第3回高石チャリティ公演「Shining Parade」シャイニング・パレード』
- 2010年10月～11月、たけふ菊人形『グランドレビューショー「龍馬の夢 ／Love Force」』
- 2010年12月、大阪国際交流センター『女帝を愛した男～ポチョムキンとエカテリーナ～』
- 2011年1月、いかるがホール『SONG FOR YOU 2011』
- 2011年4月、大阪松竹座『春のおどり　～繚乱～ さくら 桜 サクラ／STARS LEGEND ～DANCE DANCE DANCE～』
- 2011年5月、一心寺シアター倶楽『真田幸村 ～夢・燃ゆる～』
- 2011年7月、京都南座『虹のおどり　安土ロマネスク ～チョウサ ヤレヤレ チョウヤレ マッセ～／MIDSUMMER STEP ダンシング・ファンタジー ～リズム饗宴～』
- 2011年9月、たかいし市民文化会館『第4回 高石チャリティ公演「シャイニング・パレード2011」』
- 2011年10月～11月、たけふ菊人形『たけふ菊人形グランドレビュー2011 ～戦国の絆／Passionne'～』
- 2011年11月、九度山文化スポーツセンター『真田幸村 ～夢燃ゆる～』
- 2011年12月～2月、オ・セイリュウ『OSKショー第２弾「ダンシング・ホロスコープ」』
- 2012年1月、いかるがホール『桜花昇ぼるオンステージ「Song for you 2012」』
- 2012年4月、大阪松竹座『劇団創立90周年記念公演「レビュー春のおどり」桜舞う九重に ～浪花の春にいざ舞わん～／GLORIOUS OSK ～リズム・コレクション～』
- 2012年5月、オ・セイリュウ『OSK SHOW in オ・セイリュウ 第4弾「スターライト・ホロスコープ」』
- 2012年7月、京都南座『レビュー in Kyoto　ラブ・メルヘン シンデレラ・パリ／グラン・ジュテ ～今・私たちは跳ぶ～』
- 2012年8月～11月、OSK SHOW in オ・セイリュウ『OSK SHOW in オ・セイリュウ ～bloom～』
- 2012年11月、たかいし市民文化会館『高石チャリティ公演「SECRET!」　SECRET!／OSK SHOW in Appla-hall』
- 2013年1月、国立文楽劇場『三十周年記念上方花舞台（外部出演）』
- 2013年4月、日生劇場／大阪松竹座『春のおどり～桜咲く国　桜絵草紙／Catch a Chance Catch a Dream』
- 2013年6月、大丸心斎橋劇場『MOUSTACHE／ファム・ファタール』
- 2013年8月、京都南座『レビュー in Kyoto　Love Traveler～幻の蝶を追って～／ネクステージ～夢を叶えるSong＆Dance～』
- 2013年9月、三越劇場／大丸心斎橋劇場『L’Arc-en-Ciel ～虹色のパリ～／Dispersion ～煌めきの瞬間～』
- 2014年2月、大丸心斎橋劇場『OSK Dramatic Theater「カルディアの鷹」』
- 2014年5月、大阪松竹座『レビュー春のおどり　桜花抄／Au Soleil ～太陽に向かって』
- 2014年6月、OSK Dramatic Theater「カルディアの鷹」『OSK Dramatic Theater「カルディアの鷹」』
- 2014年8月、新橋演舞場『レビュー夏のおどり　桜花抄／Au Soleil ～太陽に向かって』
- 2014年9月、先斗町歌舞練場／三越劇場／大丸心斎橋劇場『桜NIPPON 踊るOSK 2014　華綾とり／炎舞（カルメンより）』
- 2015年2・8～9月、近鉄アート館／先斗町歌舞練場／三越劇場『That’s DANCIN’Crystal passion～情熱の結晶～』
- 2015年4月、大阪ドーンセンター『狸御殿 ―HARU RANMAN－』 - きぬた姫役[2]
- 2015年6月、大阪松竹座『レビュー春のおどり　道頓堀開削400年「浪花今昔門出賑」／Stormy Weather』
- 2015年10月、近鉄アート館『OSKミュージックスタジオ+牧名ことりファイナルコンサート』
- 2015年11月、京都南座『OSKレビュー in Kyoto　浪花今昔門出賑／Stormy Weather』
- 2016年3月、大阪ビジネスパーク円形ホール『狸御殿 ―HARU RANMAN―  狸吉郎勝舞編』 - きぬた姫役[2]
- 2016年5・7月、大阪松竹座／新橋演舞場『レビュー春のおどり　花の夢 恋は満開／Take the beat!』
- 2016年6月、セントラファエロ教会『PRECIOUS STONES in OSK Revue Cafe』
- 2016年10月、大阪ビジネスパーク円形ホール『レビュー2016「レジェンド 愛の神話」』
- 2016年10月～11月、たけふ菊人形『グランドレビュー2016「レジェンド 愛の神話」』
- 2016年12月、レストランローズガーデン『OSK Revue Cafe　Compass of your heart』 ＊娘役筆頭
- 2017年1月、近鉄アート館『REVUE JAPAN　～GEISHA ＆ SAMURAI～』 ＜GEISHA＞
- 2017年4月、近鉄アート館『Show「Let’s Hang Out!」』
- 2017年6・8月、大阪松竹座／新橋演舞場『レビュー春のおどり　桜鏡 ～夢幻義経譚～／Brilliant Wave ～100年への鼓動～ 』
- 2017年8月、セントラファエロ教会『OSK Revue Cafe「ROAD ～'cos Key is Chords～」』 ＊ヒロイン
- 2017年10・12月、YES-Theater／KOBELCO 真岡いちごホール『JAZZY ～DANCE AND THE BEAT～』  ＊娘役筆頭
- 2018年2～3月、銀座博品館劇場／大丸心斎橋劇場『三銃士 La seconde』ミレディ役[3]
- 2018年5・7月、大阪松竹座／新橋演舞場『レビュー夏のおどり　桜ごよみ 夢草紙／One Step to Tomorrow!』[4]
- 2018年8月、近鉄アート館『My Dear～OSK ミー＆マイガール～』 シンディ役
- 2018年10月～11月、セントラファエロ教会『OSK Revue Cafe ～BRILLIANT MEMORY～』
- 2019年3～4月、新橋演舞場／大阪松竹座『レビュー春のおどり　春爛漫桐生祝祭／STORM of APPLAUSE』
- 2019年7月、京都南座『OSK SAKURA REVUE　歌劇 海神別荘／STORM of APPLAUSE』
- 2019年11月、大阪松竹座『松竹新喜劇 錦秋特別公演　舞妓はんと若旦那／大阪の家族はつらいよ』（外部出演）芸妓 千代葉役 [5]
- 2019年12月～2020年2月、DAIHATSU 心斎橋角座『REVUE JAPAN～GEISHA & SAMURAI～』 ＊娘役筆頭
- 2020年4～5月、大阪松竹座／新橋演舞場『レビュー春のおどり　ツクヨミ～the moon～／Victoria!（公演中止）』
- 2020年11月、大阪松竹座『OSKだよ全員集合！Memorial Show & Premium Talk』
- 2021年1・3月、大阪松竹座／新橋演舞場『レビュー春のおどり　ツクヨミ ～the moon～／Victoria!』 [6]
- 2021年6・8月、大阪松竹座／新橋演舞場『レビュー夏のおどり「STARt」（6/12～13、19～20公演中止）』
- 2022年1月、大阪松竹座『劇団創立１００周年記念式典』
- 2022年2～3月、大阪松竹座／新橋演舞場『OSK日本歌劇団創立100周年記念公演「レビュー春のおどり」　光／INFINITY（2/5～13 公演中止）』
- 2022年7月、京都南座『2022年劇団創立100周年記念「レビューin Kyoto」　ミュージカルロマン 陰陽師／INFINITY』
- 2022年9月、大阪市中央公会堂大集会室『OSK日本歌劇団創立100周年記念コンサート』
- 2023年2月、大阪松竹座／新橋演舞場『レビュー春のおどり　ミュージカル・アクト「レ・フェスティバル」／未来への扉～Go to the future～』
- 2024年4月、大阪松竹座『レビュー春のおどり 春楊桜錦絵／BAILA BAILA BAILA』 [7][8]
- 2024年7月、京都南座『レビュー in Kyoto BAILA BAILA BAILA 南座バージョン』 [9]
- 2024年8月、新橋演舞場『レビュー 夏のおどり　春楊桜錦絵／BAILA BAILA BAILA』[10]
- 2024年11月、COOL JAPAN PARK OSAKA TTホール『レビュー Road to 2025!!　四季彩／Shining Life』 [11][12]
- 2025年2月、近鉄アート館／銀座博品館劇場『ミュージカル「ドラキュラ」』 - ガブリエル役[13]
- 2025年6月、大阪松竹座『レビュー 春のおどり　翔〜Fly High〜／The Legendary!』[14]
- 2025年8月、新橋演舞場『レビュー 夏のおどり　翔〜Fly High〜／The Legendary!』[15]

### OSK Revue Cafe in Brooklyn Parlor OSAKA
- 2020年8月～10月、『ShortLive（無観客ライブ配信）』
- 2020年8月、『BPまつり（無観客ライブ配信）』
- 2021年3月～4月、『登堂結斗 Special LIVE』
- 2021年9月、『虹架路万 Special LIVE』
- 2022年9～10月、『PRECIOUS STONES 華月奏』  ＊娘役筆頭
- 2023年1～3月、『白藤麗華 Special LIVE』 ＊主演
- 2023年6～7月、『PRECIOUS STONES 華月奏』  ＊娘役筆頭
- 2023年10～11月、『白藤麗華 Special LIVE』 ＊主演
- 2024年8月～10月、『The Tale of Genji～源氏物語～』[16]
- 2025年9～10月、『白藤麗華スペシャルライブ』 ＊主演

### 主な出演イベント
- 2006年7月、住之江競艇『住之江シティナイターオープニング記念特別公演 「NewOSK日本歌劇団スペシャルステージ」』
- 2007年5月、夢ステージin布施『東大阪市民「ふれあいまつり」』
- 2007年8月、ワッハ上方『上方芸能まつりinミナミ2007「オープニング」』
- 2008年6月、ルシアスステージ『アポロ＆ルシアス ＯＳＫ日本歌劇団 レビューショー』
- 2008年12月、ホテルアウィーナ大阪『クリスマスパーティー』
- 2009年1月、今宮戎神社『宝恵駕行列』
- 2009年5月、インテックス大阪『食博覧会・大阪』
- 2009年5月、御堂筋オープンフェスタ2009ダンスゾーン「御堂筋みなこいグランプリ」』
- 2009年7月、いかるがホール『桜花昇ぼるオンステージ  SONG for you』
- 2010年1月、umedaAKASO『桜の会 New Year Party 2010』
- 2010年2月、兵庫県立芸術文化センター『花月真コンサート～二度とない人生だから～（ゲスト出演）』
- 2010年11月、ホテルニューオータニ大阪『大阪府柔道整復師会50周年事業 祝賀会』
- 2011年1月、ホテルアウィーナ大阪『桜の会 New Year Party 2011』
- 2011年4月、ホテルアウィーナ大阪『桜まつり』
- 2011年7月、ホテルアウィーナ大阪 『桜まつり』
- 2011年12月、オ・セイリュウ『OSK SHOW in オ・セイリュウ』
- 2012年1月、ホテルアウィーナ大阪『桜の会 New Year Party 2012』
- 2012年4月、大阪松竹座『創立90周年感謝の夕べ ～夢の絆～』
- 2012年4月、ホテルアウィーナ大阪『桜まつり』
- 2012年5月、オ・セイリュウ『OSK SHOW in オ・セイリュウ＋HIROTOイリュージョンマジックショー』
- 2012年5月、住吉区民センター『大阪すみれチャリティ「見て聴いて こころほほえむコンサート」』
- 2012年7月、オ・セイリュウ『夏祭り』
- 2012年11月、京都全日空ホテル『秋のJAZZ＆REVUE　美しき秋色レビューと美食のシンフォニー』
- 2013年1月、SONG FOR YOU 2013『SONG FOR YOU 2013』
- 2013年2月、ホテルアウィーナ大阪『桜まつり』
- 2013年4月、有楽町駅前イトシア前広場『有楽町「さくらまつり」』
- 2013年8月、ホテルアウィーナ大阪『夏まつり』
- 2013年10月、武生パレスホテル『ファン感謝の集い』
- 2014年3月、ホテルアウィーナ大阪『桜まつり』
- 2014年12月、ラグナヴェールOSAKA『CHRISTMAS PREMIUM SHOW』
- 2015年5月、セントラファエロ教会『桜まつり』
- 2015年12月、セセントラファエロ教会『桜まつり』
- 2016年12月、レストランローズガーデン『桜まつり（Xmas Ver）　』
- 2017年4月、インテックス大阪会場内UTAGE館『’17食博覧会・大阪』
- 2017年7月、ホテル日航大阪『OSK日本歌劇団創立95周年記念「桜まつり All Stars」』
- 2017年11月、御堂筋オータムパーティ2017「御堂筋ランウェイ 」
- 2018年4月、ビルボードライブ大阪『Takase Mao Final Live in Billboard Live OSAKA』
- 2018年4月、近鉄アート館『桜まつり』
- 2018年9月、日産グローバル本社ギャラリー『横浜ダンスパラダイス』
- 2019年1月、大阪倶楽部『桜まつり』
- 2019年8月、大阪倶楽部『桜まつり』
- 2023年6月、wakupaku Live Kitchen（白藤・華月）
- 2023年10月、wakupaku Live Kitchen（白藤・結菜・雪妃）
- 2023年11月、OSK レビューカフェ in ブルックリンパーラー『高世麻央 OSK卒業5周年記念 スペシャルステージ「Thanks to all of you」』 ＊ゲスト出演
- 2024年3月、連続テレビ小説「ブギウギ」第25週（3/18～の週、NHK）  [17][18]

- 2013年～、象印マホービン『OSKと踊ろう！Dream on a Dance』[19]